# Alfredo Sabbadin
Alfredo Sabbadin (* 20. Januar 1936 in Santa Maria di Sala; † 26. März 2016 in Noale) war ein italienischer Radrennfahrer.

## Sportliche Laufbahn
Als Amateur gewann er die Eintagesrennen Gran Premio Industria & Commercio di San Vendemiano 1954, Astico–Brenta 1955 und die Coppa Caldirola 1956. 
Von 1957 bis 1965 war Sabbadin als Berufsfahrer aktiv. Er begann seine Laufbahn als Radprofi im Radsportteam San Pellegrino. In seiner ersten Saison als Profi gewann er die Toscana-Rundfahrt, den Giro del Ticino und eine Etappe im Giro d’Italia. 1958 siegte er im Giro di Campania vor Nello Fabbri, im Circuito di Maggiora und auf der 5. Etappe des Giro d’Italia. 1959 folgte ein weiterer Etappensieg im Giro d’Italia. 1960 war er im Giro del Piemonte sowie im Gran Premio Industria e Commercio di Prato erfolgreich. 1962 gewann er die Coppa Sabatini.
Siebenmal fuhr Sabbadin den Giro. 1957 wurde er 18., 1959 15., 1961 25. und 1965 25. der Gesamtwertung. 1958, 1960 und 1962 schied er aus. In der Tour de France 1960 wurde er als 41. klassiert.